# Gynoplistia clavipes
Gynoplistia clavipes är en tvåvingeart som beskrevs av Edwards 1923. Gynoplistia clavipes ingår i släktet Gynoplistia och familjen småharkrankar. Inga underarter finns listade i Catalogue of Life.